# San Pablo, Ciudad Fernández
San Pablo är en ort i Mexiko.   Den ligger i kommunen Ciudad Fernández och delstaten San Luis Potosí, i den centrala delen av landet, 300 km norr om huvudstaden Mexico City. San Pablo ligger 1 003 meter över havet och antalet invånare är 261.
Terrängen runt San Pablo är huvudsakligen platt, men åt nordväst är den kuperad. Runt San Pablo är det ganska glesbefolkat, med 29 invånare per kvadratkilometer. Närmaste större samhälle är Ciudad Fernández, 4,6 km sydost om San Pablo. Trakten runt San Pablo består i huvudsak av gräsmarker.